# Brasão de armas da Suíça
O brasão de armas da Suíça mostra a mesma cruz branca da bandeira da Suíça sobre um escudo vermelho. A aparência do brasão de armas  foi objeto de discordâncias entre os vários cantões da Confederação, mas, afinal, a assembleia federal, em 12 de dezembro de 1889 aprovou uma resolução sobre o assunto, definindo a descrição e o desenho do brasão de armas.
Assim como a bandeira da Suíça, o brasão de armas é também usado na moeda (franco suíço), em carimbos oficiais, placas de carros e em vários produtos tradicionalmente exportados pelo país - relógios, queijos e chocolates, além dos famosos canivetes do exército suíço.

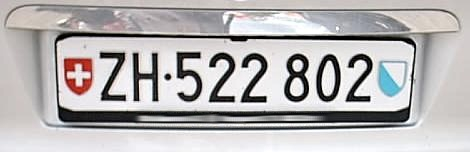
Placa de veículo, com o brasão de armas da Suíça, à esquerda, e o brasão de armas de Zurique, à direita.